# Connarus touranensis
Connarus touranensis là một loài thực vật có hoa trong họ Connaraceae. Loài này được Gagnep. mô tả khoa học đầu tiên năm 1952.